# کورتنی فوت
کورتنی فوت (انگلیسی: Courtenay Foote؛ ۲۲ نوامبر ۱۸۷۸ – ۴ مهٔ ۱۹۲۵) بازیگر اهل بریتانیا بود.
از فیلم‌هایی که وی در آن‌ها نقش داشته است، می‌توان به هیچ‌جا خانه خود آدم نمی‌شود، ریاکاران، نیویورک قدیمی کوچک و تس دوربرویل اشاره نمود.